# Vallée du Rift (province du Kenya)
La province de la vallée du Rift est l'une des sept anciennes provinces du Kenya. Son chef-lieu était Nakuru. Elle était aussi traversée par la ligne équinoxiale.
Depuis le 28 mars 2013, à la suite des élections législatives de mars 2013, la province — comme toutes les autres provinces du Kenya — n'existe plus. Elle est remplacée par les quatorze comtés qui la composaient.

## Géographie
Partant du nord, autour du lac Turkana, la province s’étend tout le long du Kenya vers le sud. La vallée du Rift est une grande attraction touristique, qui n’a pas d’équivalent ailleurs dans le monde. On note aussi la présence de nombreux volcans éteints ou endormis, tels le mont Longonot ou le mont Suswa, les lacs Baringo, Magadi, Nakuru, Naivasha et Turkana, ainsi que la vallée de la Suguta.

## Économie
Les hautes terres connaissent des précipitations suffisantes pour entretenir l’agriculture, qui est la base de l’économie de la province, avec notamment une abondante culture du thé. On note également le développement de l’horticulture, ainsi que l’élevage.

## Démographie
En 1979 sa population était estimée à 3 200 000 personnes. Lors du dernier recensement national de 2009, elle est montée à 10 006 805 habitants. Ils se partagent une surface terrestre de 182 538 km2 et une surface aquatique de 2 867 km2.
La population est un mélange de plusieurs tribus. La plupart des coureurs de fond kényans sont des Kalenjins. Les Masaïs sont devenus un symbole de l’identité culturelle du pays[réf. souhaitée].

## Structure administrative
Le chef-lieu de la province est Nakuru. Elle est divisée en quatorze districts:
- Baringo, chef-lieu Kabarnet
- Bomet, chef-lieu Bomet
- l'ancien Elgeyo Marakwet, devenus le district de Marakwet (chef-lieu Kapsowar) et le district de Keiyo (chef-lieu Iten) en 1994
- Kajiado, chef-lieu Kajiado
- Kericho, chef-lieu Kericho
- Laikipia, chef-lieu Rumuruti
- Nakuru, chef-lieu Nakuru
- Nandi, chef-lieu Kapsabet
- Narok, chef-lieu Narok
- Samburu, chef-lieu Maralal
- Trans-Nzoia, chef-lieu Kitale
- Turkana, chef-lieu Lodwar
- Uasin Gishu, chef-lieu Eldoret
- West Pokot, chef-lieu Kapenguria